# Boreal (трубопровід для ЗВГ)
Boreal (трубопровід для ЗВГ) — трубопровід для транспортування зріджених вуглеводневих газів, який обслуговує розташовані у канадській провінції Альберта заводи з апгрейду бітумів.
Вилучені з нафтоносних пісків Альберти бітуми потребують подальшої підготовки, одним з методів якої є продукування синтетичної нафти. Під час цього процесу отримують суттєві об'єми газу (offgas), котрий складається з парафінів та відповідних їм олефінів. Певний час цю суміш використовували лише як паливо в самому процесі підготовки бітумів, який потребує великої кількості енергії. А у 2012 році ввели в дію трубопровід Boreal, котрий подає суміш зріджених вуглеводневих газів на установку фракціонування Редватер, що дозволяє більш ефективно використовувати ресурс.
Трубопровід має довжину 420 кілометрів та виконаний в діаметрі 300 мм. Станом на другу половину 2010-х він був здатний прокачувати за добу 43 тисячі барелів ЗВГ, які надходили від заводів з апгрейду компаній Suncor Energy (в Форт-Мак-Меррей) та Canadian Natural Resources Limited (за пів сотні кілометрів північніше). Шляхом додавання нових насосних станцій цей показник можливо довести до 125 тисяч барелів.